# Bundesautobahn 980
La Bundesautobahn 980, abbreviata anche in A 980, è una autostrada tedesca della lunghezza di 5 km che collega l'autostrada A 7 con la città di Waltenhofen. Ipoteticamente, il suo percorso, che si dipana interamente in Baviera, potrebbe in futuro far parte della A 98.

## Percorso
| A 980 |           |                      |     |                |                |
| Tipo  | n° uscita | Indicazione          | km  | Corrispondenze | Strada europea |
|       | 1         | Confluenza di Allgau | 0,0 |                |                |
|       | 2         | Durach               | 3,0 |                |                |
|       | 3         | Waltenhofen          | 4,8 |                |                |